# اچ‌ام‌سی‌اس نیو گلاسگو (کی۳۲۰)
اچ‌ام‌سی‌اس نیو گلاسگو (کی۳۲۰) (به انگلیسی: HMCS New Glasgow (K320)) یک کشتی است که طول آن ۲۸۳ فوت (۸۶٫۲۶ متر) می‌باشد. این کشتی در سال ۱۹۴۳ ساخته شد.